# Woodland Hills (Alberta)
Pour les articles homonymes, voir Woodland Hills.
Woodland Hills est une communauté située dans la province d'Alberta, dans le centre-sud.